# Bernard Evans (cầu thủ bóng đá)
Bernard Evans (sinh ngày 4 tháng 1 năm 1937) là một cựu cầu thủ bóng đá người Anh thi đấu cho Oxford United, Wrexham, Queens Park Rangers, Tranmere Rovers và Crewe Alexandra.